# Cottekill
Cottekill es un área no incorporada ubicada en el condado de Ulster en el estado estadounidense de Nueva York. En el año 2007 tenía una población de 722 habitantes y una densidad poblacional de 277 personas por km².

## Geografía
Cottekill se encuentra ubicado en las coordenadas 41°51′05″N 74°06′08″O / 41.85139, -74.10222.